# Glen MacPherson
Glen A. MacPherson (* 29. Oktober 1957 in Montreal, Kanada) ist ein kanadischer Kameramann.

## Leben
Nachdem er 1975 seine Schulzeit an der Riverdale High School beendet hatte, studierte Glen MacPherson am John Abbott College und dem Algonquin College. Mit dem Independentfilm A 20th Century Chocolate Cake als Kameramann und arbeitete die nächsten Jahre als Kameraassistent, bevor er mit dem 1988 ausgestrahlten Fernsehfilm Das Geheimnis von Holden House regelmäßig als Kameramann arbeitete. Sein Schwerpunkt lag bis in den späten 1990er Jahren auf Fernsehproduktionen. In den letzten Jahren drehte er vor allen Dingen Actionfilme wie Romeo Must Die, 16 Blocks, John Rambo und zuletzt Resident Evil: Retribution.

## Filmografie (Auswahl)
- 1983: A 20th Century Chocolate Cake
- 1988: Das Geheimnis von Holden House (Betrayal of Silence)
- 1991: Reise in die Finsternis – Die Geschichte von Bruce Curtis (Deadly Betrayal: The Bruce Curtis Story)
- 1991: Verschwörung des Schweigens (Conspiracy of Silence)
- 1992: Wege aus dem Nichts (Miles from Nowhere)
- 1993: Blut aus der Vergangenheit (Dying to Remember)
- 1993: Der Seewolf (The Sea Wolf)
- 1993: Erdbeben in der Bucht von San Francisco (Miracle on Interstate 880)
- 1994: Der Kampf ihres Lebens (For the Love of Aaron)
- 1994: Tod im Zwielicht (Voices from Within)
- 1996: Doctor Who – Der Film (Doctor Who – The Movie)
- 1996: Harvey und der Käpt'n (Captains Courageous)
- 1996: Kuss des Todes (First Degree)
- 1996: Lockruf des Meeres (Calm at Sunset)
- 1998: Leslie Nielsen ist sehr verdächtig (Wrongfully Accused)
- 1998: Mr. Spitz (The Real Howard Spitz)
- 2000: Romeo Must Die
- 2001: Camouflage
- 2001: Exit Wounds – Die Copjäger (Exit Wounds)
- 2002: All About the Money (All About the Benjamins)
- 2002: Friday After Next
- 2004: Walking Tall – Auf eigene Faust (Walking Tall)
- 2005: Volltreffer – Ein Supercoach greift durch (Rebound)
- 2006: 16 Blocks
- 2007: Trick ’r Treat
- 2008: Ein tödlicher Anruf (One Missed Call)
- 2008: John Rambo
- 2009: Final Destination 4 (The Final Destination)
- 2010: Resident Evil: Afterlife
- 2011: Die drei Musketiere (The Three Musketeers)
- 2011: Glee on Tour – Der 3D Film (Glee: The 3D Concert Movie)
- 2012: Resident Evil: Retribution
- 2014: Pompeii
- 2015: Momentum
- 2016: Resident Evil: The Final Chapter
- 2020: Monster Hunter
- 2025: In the Lost Lands